# Heilige plaats

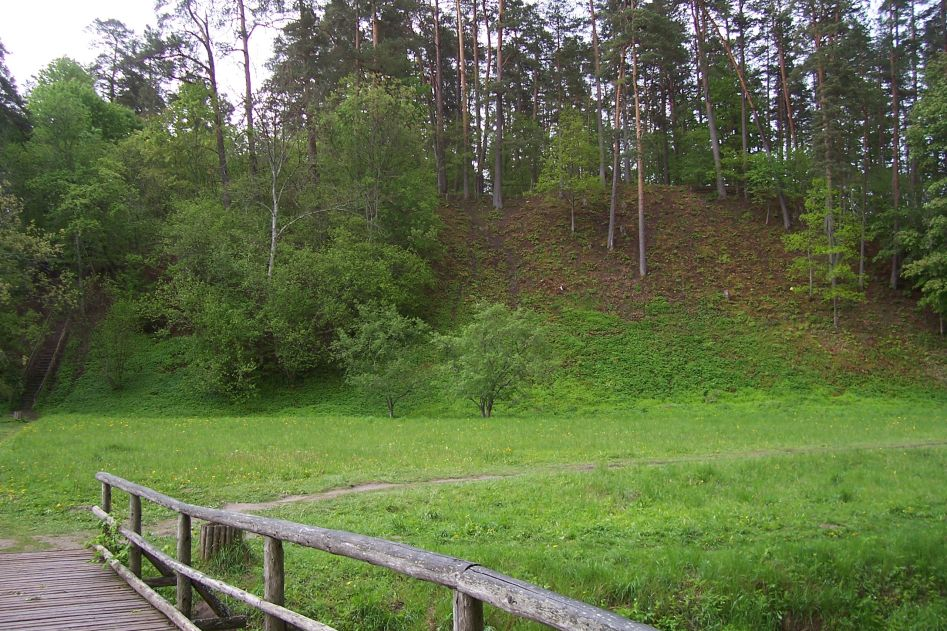
Heilige 'bergen' in Letland

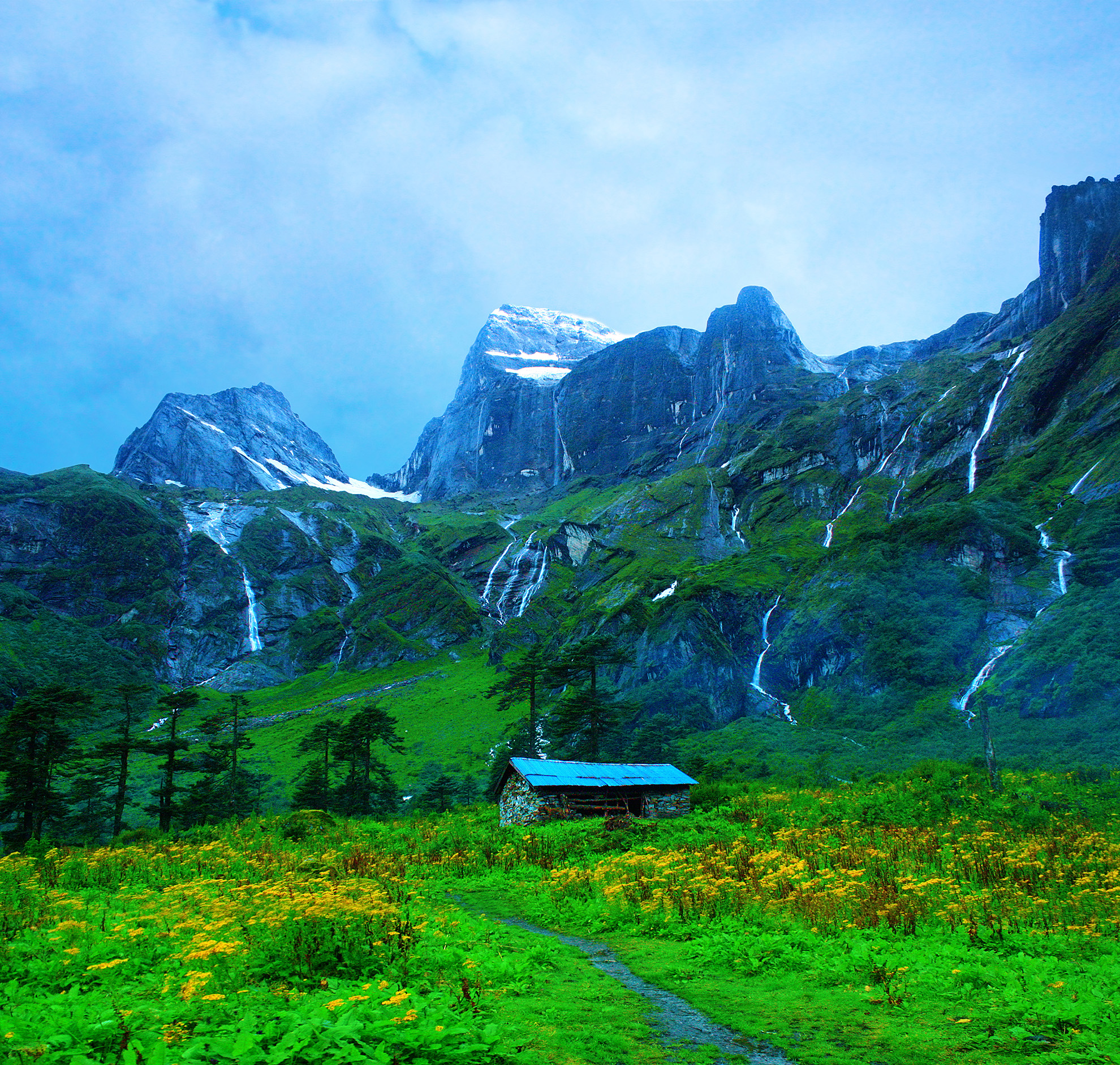
Nghe (heilige plek) in Nepal

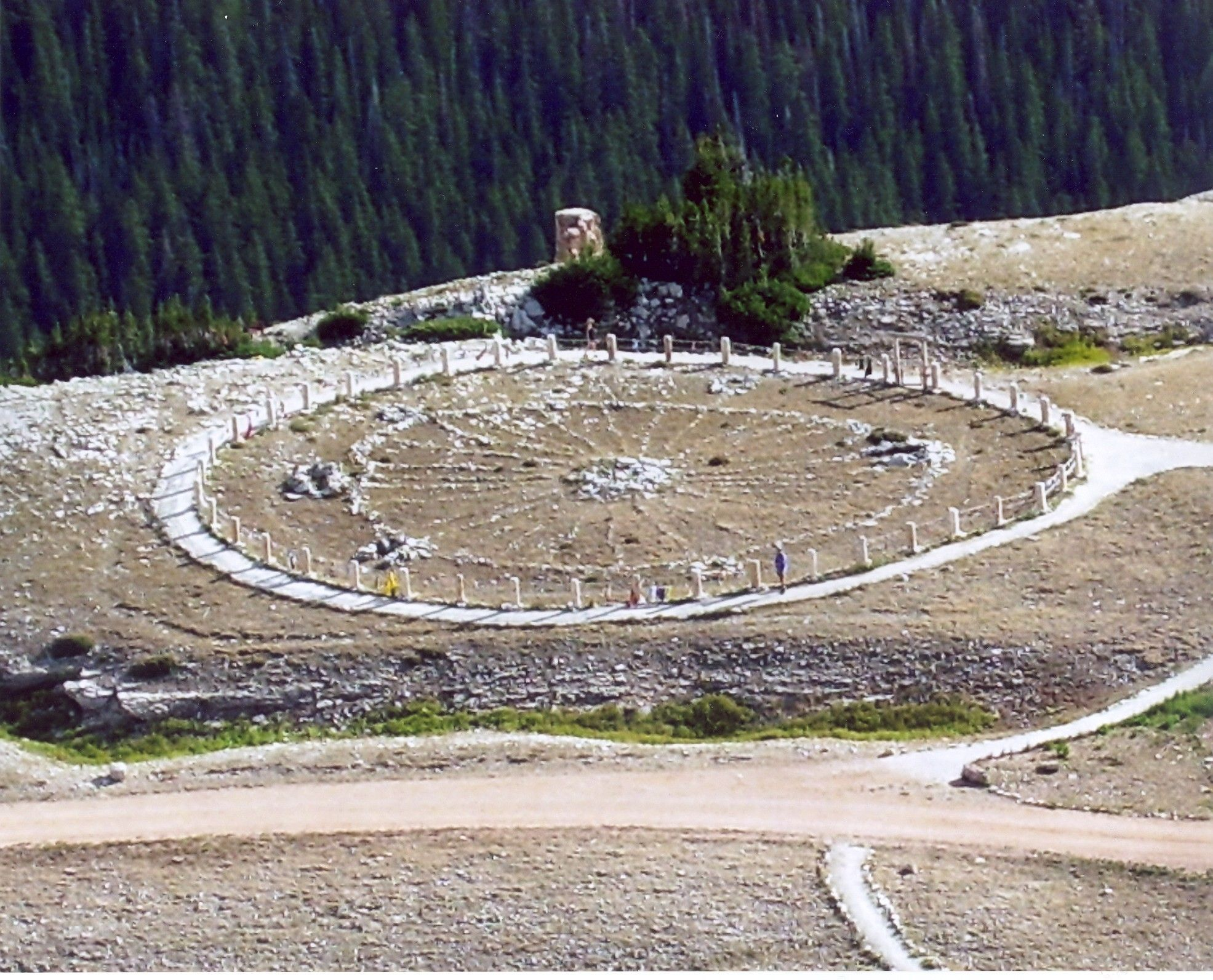
Deze plek in Wyoming is heilig voor de indianen

Een heilige plaats is een plaats die door een bepaalde godsdienst als heilig wordt beschouwd.Vaak is dit omdat daar heiligen zijn verschenen, of (delen van) heiligen zijn begraven. In iedere godsdienst zijn er wel plaatsen die als heilig zijn of als zodanig beschouwd worden. Vaak zijn er op deze heilige plaatsen heiligdommen gebouwd.
Op heilige plaatsen komen veel pelgrims af. Er zijn mensen die aan de pelgrims geld verdienen. 
In de islam moet iedere moslim een keer in zijn leven de hadj maken naar Mekka, waarover vaak bericht wordt als zijnde een heilige plaats. Binnen de islam wordt echter het gebruik van 'heilig' uitsluitend bewaard voor God en Zijn Woord. Het begrip 'heilig' is een christelijk concept en wordt dan ook vaak foutief gebruikt als het gaat om bijvoorbeeld Mekka, Medina of Jeruzalem. Desalniettemin wordt vaak gesproken over 'heilige plaatsen' als er sprake is van plaatsen die binnen de islam achtenswaardig zijn. Het Arabische woord zoals het in de Koran komt is haraam of een afgeleide ervan, zoals muharram, maar is niet in diezelfde betekenis als waar het in het Nederlands mee geassocieerd wordt, namelijk verboden.  
Voor joden is de Klaagmuur in Jeruzalem een heilige plaats.
Voorouders van alle volkeren zouden de heilige plaatsen gebruikt hebben om contact te zoeken met het goddelijke. Om dit voor elkaar te krijgen hadden ze allerlei rituelen. Ook offerden ze op deze plaatsen om bijvoorbeeld de goden gunstig te stemmen.
Wichelroedelopers zijn bij heilige plekken vaak op zoek naar leylijnen.